# Doucelles
Doucelles és un municipi francès situat al departament del Sarthe i a la regió de País del Loira. L'any 2007 tenia 228 habitants.

## Demografia

### Població
El 2007 la població de fet de Doucelles era de 228 persones. Hi havia 86 famílies de les quals 20 eren unipersonals (8 homes vivint sols i 12 dones vivint soles), 25 parelles sense fills, 37 parelles amb fills i 4 famílies monoparentals amb fills.
La població ha evolucionat segons el següent gràfic:
Habitants censats

### Habitatges
El 2007 hi havia 98 habitatges, 85 eren l'habitatge principal de la família, 6 eren segones residències i 6 estaven desocupats. 96 eren cases i 1 era un apartament. Dels 85 habitatges principals, 60 estaven ocupats pels seus propietaris, 25 estaven llogats i ocupats pels llogaters i 1 estava cedit a títol gratuït; 1 tenia una cambra, 12 en tenien dues, 14 en tenien tres, 22 en tenien quatre i 36 en tenien cinc o més. 70 habitatges disposaven pel capbaix d'una plaça de pàrquing. A 40 habitatges hi havia un automòbil i a 40 n'hi havia dos o més.

### Piràmide de població
La piràmide de població per edats i sexe el 2009 era:
| Homes | Edats   | Dones |
| ----- | ------- | ----- |
| 0     | 95 o +  | 0     |
| 0     | 90 a 94 | 4     |
| 0     | 85 a 89 | 0     |
| 0     | 80 a 84 | 0     |
| 4     | 75 a 79 | 4     |
| 8     | 70 a 74 | 4     |
| 4     | 65 a 69 | 4     |
| 4     | 60 a 64 | 0     |
| 8     | 55 a 59 | 4     |
| 4     | 50 a 54 | 8     |
| 4     | 45 a 49 | 4     |
| 8     | 40 a 44 | 4     |
| 4     | 35 a 39 | 12    |
| 4     | 30 a 34 | 8     |
| 8     | 25 a 29 | 8     |
| 4     | 20 a 24 | 0     |
| 4     | 15 a 19 | 0     |
| 12    | 10 a 14 | 4     |
| 8     | 5 a 9   | 4     |
| 4     | 0 a 4   | 0     |

## Economia
El 2007 la població en edat de treballar era de 140 persones, 111 eren actives i 29 eren inactives. De les 111 persones actives 102 estaven ocupades (56 homes i 46 dones) i 9 estaven aturades (4 homes i 5 dones). De les 29 persones inactives 7 estaven jubilades, 11 estaven estudiant i 11 estaven classificades com a «altres inactius».

### Ingressos
El 2009 a Doucelles hi havia 78 unitats fiscals que integraven 221 persones, la mediana anual d'ingressos fiscals per persona era de 16.387 €.

### Activitats econòmiques
L'únic establiment que hi havia el 2007 era d'una empresa immobiliària.
L'any 2000 a Doucelles hi havia 6 explotacions agrícoles que ocupaven un total de 606 hectàrees.

## Poblacions més properes
El següent diagrama mostra les poblacions més properes.